# José María Vidal
José María Vidal Bravo (6 de maio de 1935 - 1 de agosto de 1986) foi um futebolista espanhol que jogou como meio-campista.

## Carreira
Nascido em Madrid, Vidal passou nove anos de sua carreira no Real Madrid, mas foi emprestado várias vezes durante esse período. Ele só passou quatro temporadas com a primeira equipe, conquistando três campeonatos da liga nacional e uma Copa del Generalísimo; Além disso, na edição de 1959-60 da Liga dos Campeões, ele jogou seis jogos e fez um gol, quando o Real Madrid conquistou o torneio.
Vidal representou também o CD Málaga e Levante UD. Ele morreu aos 51 anos em Valência, de um ataque cardíaco. 

## Carreira internacional
Vidal fez quatro golos para a seleção espanhola em um pouco menos de um ano, fazendo sua estréia em 14 de julho de 1960, jogando a segunda metade de uma vitória contra o Chile . 

## Titulos
Real Madrid
- Liga dos Campeões da UEFA: 1959-60
- Copa Intercontinental: 1960
- La Liga: 1960-61 , 1961-62
- Copa del Generalísimo: 1961-62